# Iglesia de San Martín de Tours (Forua)
La iglesia San Martín de Tours de Forua es un templo católico ubicado en la localidad vizcaína de Forua en el País Vasco (España). En ella se halla una necrópolis que abarca desde el siglo I de nuestra era hasta el siglo XIX, cuando se prohibió los enterramientos dentro de las iglesias.
El templo se halla en el barrio de Elixande de Forua, en la comarca de Busturialdea en plena Reserva de la Biosfera de Urdaibai, forma parte del yacimiento romano allí existente. La iglesia es una de las más antiguas del Territorio Histórico vizcaíno. Es la iglesia parroquial de la localidad. En 1795 el historiador Juan Ramón de Iturriza señaló la fundación del templo, en forma de un pequeño oratorio, sobre finales del siglo XI o principios del siglo XII, aunque de este periodo no hay restos.
El templo actual, que incluye muchas reformas, es un modelo de “iglesia de salón gótico-renacentista” con las tres naves a la misma altura con una planta cuadrangular. Fue muy modificada en el siglo XIX, y sin intervención relevante hasta el siglo XXI, cuando se procede a su excavación, estudio y restauración integral.

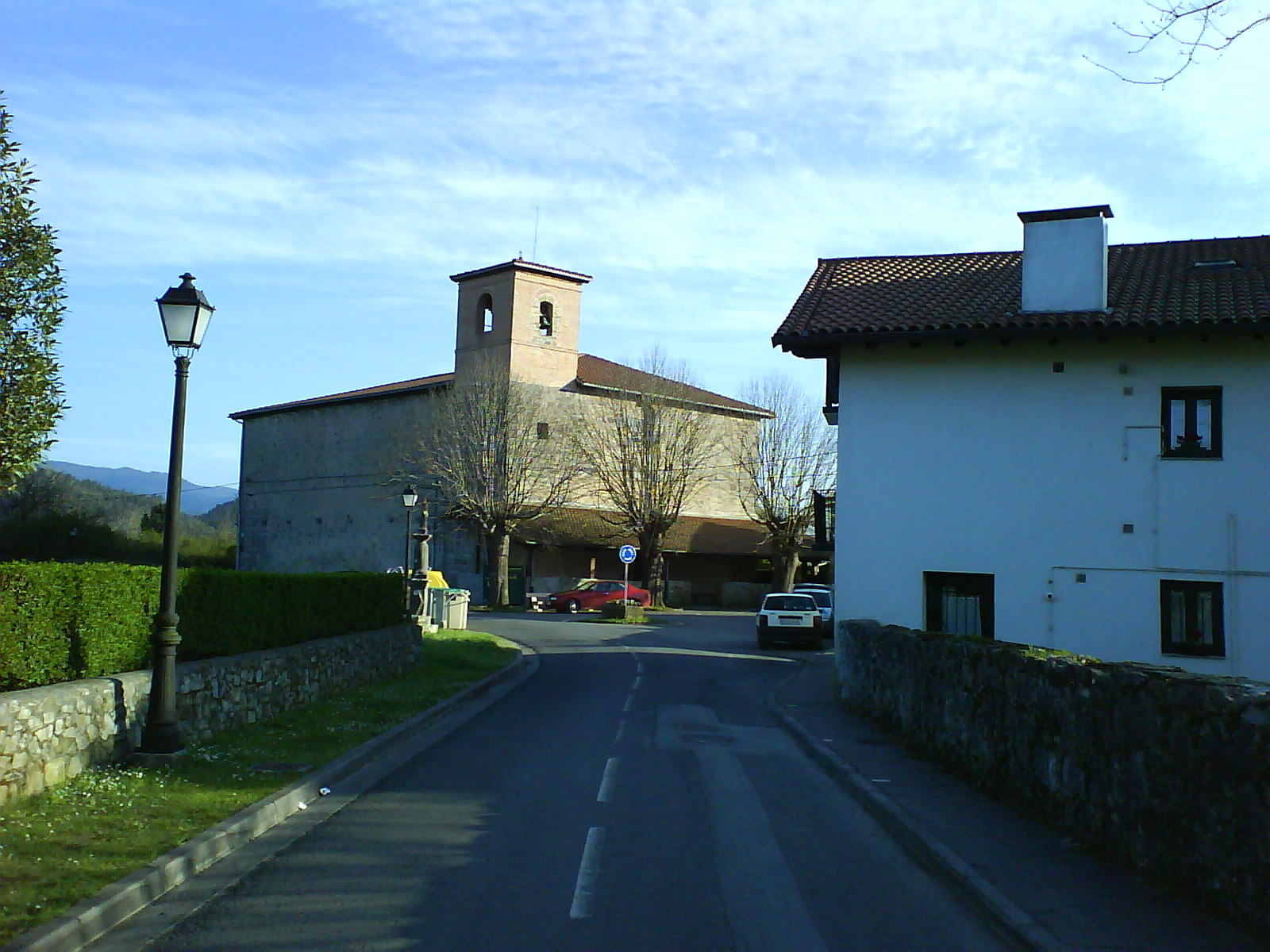
Iglesia de San Martín de Tours de Forua, en su subsuelo hay enterramientos desde el hasta el.

La necrópolis que alberga en el subsuelo es una de las antiguas e importante de Vizcaya. Cuenta con un centenar de tumbas que abarcan desde la época romana hasta el siglo XIX (desde hace 200 años hasta hace 1600 años). Todo el conjunto está ligado con el asentamiento romano, ya en el siglo XVIII se halló un ara romana, que se convirtió en pila bautismal.  Junto a los hallazgos de  Santa María la Real de Zarauz y la ermita de San Martín de Fínaga de Basauri es uno de los escasos descubrimientos documentados en el Cantábrico Oriental.i

## El Templo
Según Juan Ramón de Iturriza el templo se funda por las necesidades de un lugar de oración más cercano y se realiza bajo el papado de Urbano II, aunque la existencia de enterramientos muy anteriores a esa época, finales del siglo XII principios de XII, atestiguan ya el uso del solar para asuntos ceremoniales,  ligado al asentamiento romano existen desde el siglo I al siglo IV.
El edificio es un prismas cúbico constituido por muros de carga perimetrales sobre una planta cuadrangular que conforman una típica iglesia salón gótico-renacentista que posibilita tener una visión del altar desde cualquier punto del templo. Cuenta con dos accesos, el principal a los pies y otro en la parte sur.
El retablo mayor, que se encuentra en la capilla central de la cabecera, es de estilo rococó con recursos clasicistas, barrocos y naturalistas. Fue realizado por Juan de Urquiza entre los años 1754 y 1759. En la misma cabecera se abre una hornacina en la que está la imagen de San Martín Obispo. En las capillas laterales del retablo está a la derecha San Antonio y a la izquierda San Pedro. En lo alto un Cristo sobre una pintura que representa Jerusalén y el monte Gólgota.
La capilla de la izquierda guarda un retablo renacentista dedicado a la Virgen María y al niño Jesús relatado con un ángel obra de Pedro de Alloytiz. La capilla de la derecha guarda un retablo neoclásico con una Virgen Dolorosa atribuida a Juan Bautista Mendizabal. En los extremos de la nave hay otros dos retablos clasicistas atribuidos a Juan de Bolialde.

## Historia
la intervención arqueológica a facilitado un detallado informe documentado sobre la historia del edificio que alberga el templo de San Martín de Tours.
El actual edificio data de principios del siglo XVI y nace como una iglesia salón con naves a la misma altura y sin divisiones espaciales que origina un espacio diáfano que refleja una concepción social unificada que carece de espacios privilegiados, en contra de lo que era costumbre el la liturgia gótica o medieval.
Antes del actual edificio existió  otro anterior que se construyó en torno al siglo XIV y hay restos
de un muro que se halla infrapuesto a los niveles de necrópolis medieval y que podría haber pertenecido a un edificio prerrománico.
Entre el siglo I y el siglo IV de nuestra era la colina de Elixalde estaba ocupada por el un poblado romano que se extendía hasta el solar donde se levantó la iglesia de San Martín de Tours. Debajo de los niveles cementeriales se han hallado restos de los cimientos de dos estructuras proticadas con una amplia plazoleta central que pudieron pertenecer al foru de dicha población. Estas estructura, muy alteradas por las intervenciones realizadas en el solar a lo largo del tiempo, están superpuestas perteneciendo a periodos históricos diferentes. Se han datado entre el siglo I y el II d. C. También se han hallado numerosos elementos ajuares como monedas, cerámica sigillatas y comunes y restos de elementos constructivos pertenecientes al Período Romano Alto Imperial.

## La necrópolis
La parte más moderna de la necrópolis se ubica en el área central de la iglesia, se trata de enterramientos que comienzan a realizarse a mediados del siglo XVIII y prolongan hasta el siglo XIX cuando se prohíben realizar enterramientos masivos en el iunterior de los templo y se construyen los cementerios exteriores. Los enterramientos se realizaban en fosas abiertas en al tierra y cubierto con entarimado de madera.
Bajo el coro se hallan enterramientos realizados entre los siglo XVI y XVIII, que deben estar asociadas a la construcción de edificio actual. Son tumbas individuales en fosa simple orientadas en dirección este-oeste.
Asociadas al templo anterior que data del siglo XIV hay sepulturas que se ubicaban en el exterior del mismo y que fueron alteradas y modificadas en el proceso de construcción del edificio actual.
Con anterioridad al siglo XIV se han hallado varias sepulturas de diferente tipología que serían del periodo Alto Medieval no descartándose que pudieran extenderse hasta la  época Bajo Imperial Romana. Se han encontrado sepulturas realizadas mediante enterramiento en fosa, sepulturas de lajas y sepulturas de muro.

## La intervención de comienzos delsigloXXI
Las intervenciones llevadas a cabo a comienzos del siglo XXI en el edificio de la iglesia parroquial de San Martín de Tours parten de la petición del Obispado de Bilbao, dueño del edificio, a la Diputación Foral de Vizcaya de una remodelación del mismo para sanear y adecuar las instalaciones.
La respuesta la da la diputación a través del departamento de cultura y ante la previsión de ser un solar con un importante potencial arqueológico se plantea el realizar una intervención arqueológica en su interior que pudiera documentar científicamente el uso histórico que se la ha dado al solar que este ocupa en la actualidad.
En el otoño del año 2005 la Diputación Foral da autorización para el comienzo de los trabajo de excavación y estudio arqueológico que durante seis meses, hasta mayo de 2006, excavaron el subsuelo del templo estudiaron el hallazgo hasta el año 2010 que se han publicado las conclusiones e inaugurado la restauración, arreglo y adecuación del templo.

### Conclusiones extraídas de la intervención
El estudio del subsuelo de San Martín de Tours ha dado lugar a documentar varias cuestiones de las cuales se tenía sospecha pero no pruebas fehacientes. Esto permite conocer el desarrollo del núcleo poblacional de Forua, y por extensión de la comarca de Busturialdea, en los últimos 2.000 años.
Extensión de la población romana
Los restos hallados en San Martín afirman la continuidad de la población romana asentada en la colina de Elixalde a partir del siglo I de nuestra era, en período Romano Alto Imperial.  Una característica importante es la ocupación ininterrumpida del solar desde aquella época hasta la actualidad. Esto permite crear un modelo histórico de la evolución y características del poblamiento de la franja costera del País Vasco.
Existencia de varias edificaciones religiosas
La certeza del uso continuado del solar de San Martín por una comunidad social histórica concreta, la del Forua, y el hallazgo de diferentes restos arquitectónicos pertenecientes a diferentes edificios, así como enterramientos asociados a ellos, desde al menos la Alta Edad Media, permite la realización de estudios de que establezcan tiempos, modos y maneras de crear y ordenar los recintos eclesiásticos así como las costumbres y los ritos asociados a la muerte y su resolución.
Estudio antropológico
Las más de cien sepulturas halladas, la mayoría de ellas con restos, han permitido realizar una amplia colección de restos humanos de un amplio periodo histórico que permitirá la realización de estudios antropológicos que darán datos precisos de los habitantes de esta zona concreta a través
del tiempo.
Se podrán conocer, con detalle, características físicas y de forma de vida de los habitantes de Forua desde tiempos de la romanización hasta la actualidad. Se pueden obtener detalles de la edad, el sexo, la alimentación, las enfermedades, las causas de la muerte,la relación genética y familiar, etc.

### Restauración y puesta en valor
Como parte inicial de la intervención en la iglesia se realizó una estudio arqueológico mediante una serie de sondeos que se realizaron bajo el coro, los laterales de la nave y en el presbiterio. Estos sondeos dieron un resultado muy positivo, revenado, la necrópolis, la conservación de elementos de época romana y restos de edificios anteriores. Esto llevó a una ampliación del estudio y al cual la Diputación de Vizcaya destinó 710.000 €. La aportación de la diputación al Proyecto Integral de Investigación y Restauración ha alcanzado los 600.000 euros.
Se realizó el "Plan Integral de Intervención y Puesta en Valor de la iglesia de San Martín de Tours de Forua" siendo la primera actuación la excavación de toda la planta de la iglesia. Esto permitió luego poder realizar una exhibición de los restos hallados mediante la cubrición de los mismos por una superficie acristalada de 70 metros cuadrados con una adecuada instalación de iluminación.
Se han restaurado las bóvedas y el coro así como rehabilitación de carpintería, pintura y vidrieras. Nueva instalación eléctrica.
En cuanto al contenido inmueble se han restaurado los tres retablos; el mayor, datado en 1745, de madera policromada con un cristo;  el de san José y san Ignacio del año 1665 y el de la Dolorosa de 1823.